# Nicola Marschall

Nicola Marschall est l'auteur présumé du premier drapeau des États confédérés d'Amérique.

Nicola Marschall (1829-1917) est un artiste germano-américain qui a soutenu la cause des États confédérés d'Amérique pendant la Guerre de Sécession. Il a dessiné le premier drapeau des États confédérés d'Amérique, le Stars and Bars, et l'uniforme officiel gris de l'armée des États confédérés.

## Biographie
Marschall est né à Saint-Wendel, en duché de Saxe-Cobourg et Gotha, en 1829 dans une riche famille prussienne de marchands de tabac. Il a émigré aux États-Unis en 1849 à La Nouvelle-Orléans, en Louisiane. En 1851, il déménage à Marion (Alabama) où il commence à enseigner l'art d'abord à son studio de portrait, puis au séminaire pour filles de cette ville. En 1857, il voyage à Munich et en Italie pour améliorer sa technique.
Mary Clay Lockett, épouse de l'éminent avocat de Marion Napoléon Lockett, demande à Marschall de prendre part au concours pour créer un drapeau pour représenter les États confédérés d'Amérique. La création de Marschall est devenu le premier drapeau confédéré, soulevée pour la première fois à Montgomery, Alabama, le 4 mars 1861. Au cours de la guerre civile Marschall servi dans le Second régiment de troupes du génie confédérés, sous les ordres de Samuel Lockett. Après la guerre, il retourne à Marion et épouse Martha Eliza Marshall.
Au cours de sa carrière, il a peint des portraits de Jefferson Davis, Abraham Lincoln, Otto von Bismarck, de diverses familles du Sud, et de soldats de l'Union et confédérés. Il est l'un des rares à avoir peint Nathan Bedford Forrest. En outre, il a fait de nombreux paysages et peintures religieuses. Il est connu pour signer et dater ses portraits en bas à droite à l'aide d'un stylo en acier tandis que la peinture est encore humide.
En raison de la dépression économique dans le Sud après la guerre, il retourne à Mobile en 1872. En 1873, sa famille et lui déménagent à Louisville (Kentucky). À l'Exposition universelle de 1876 à Philadelphie, il remporte une médaille pour ses portraits.
En 1908, il abandonne les portraits. Il meurt à Louisville le 24 février 1917.

## Galerie

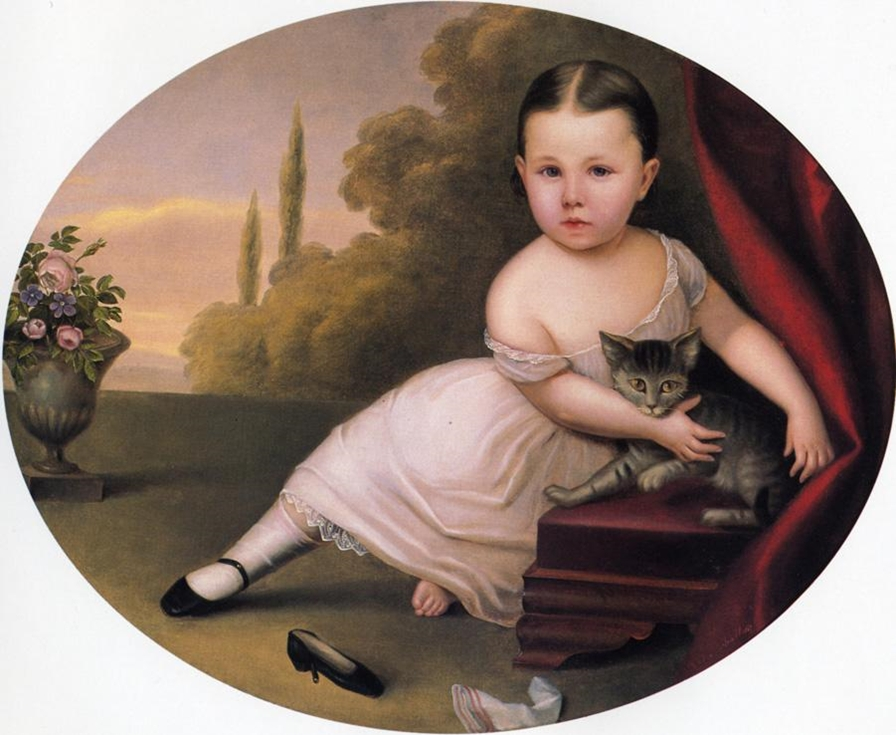
Young Girl with Cat, 1859
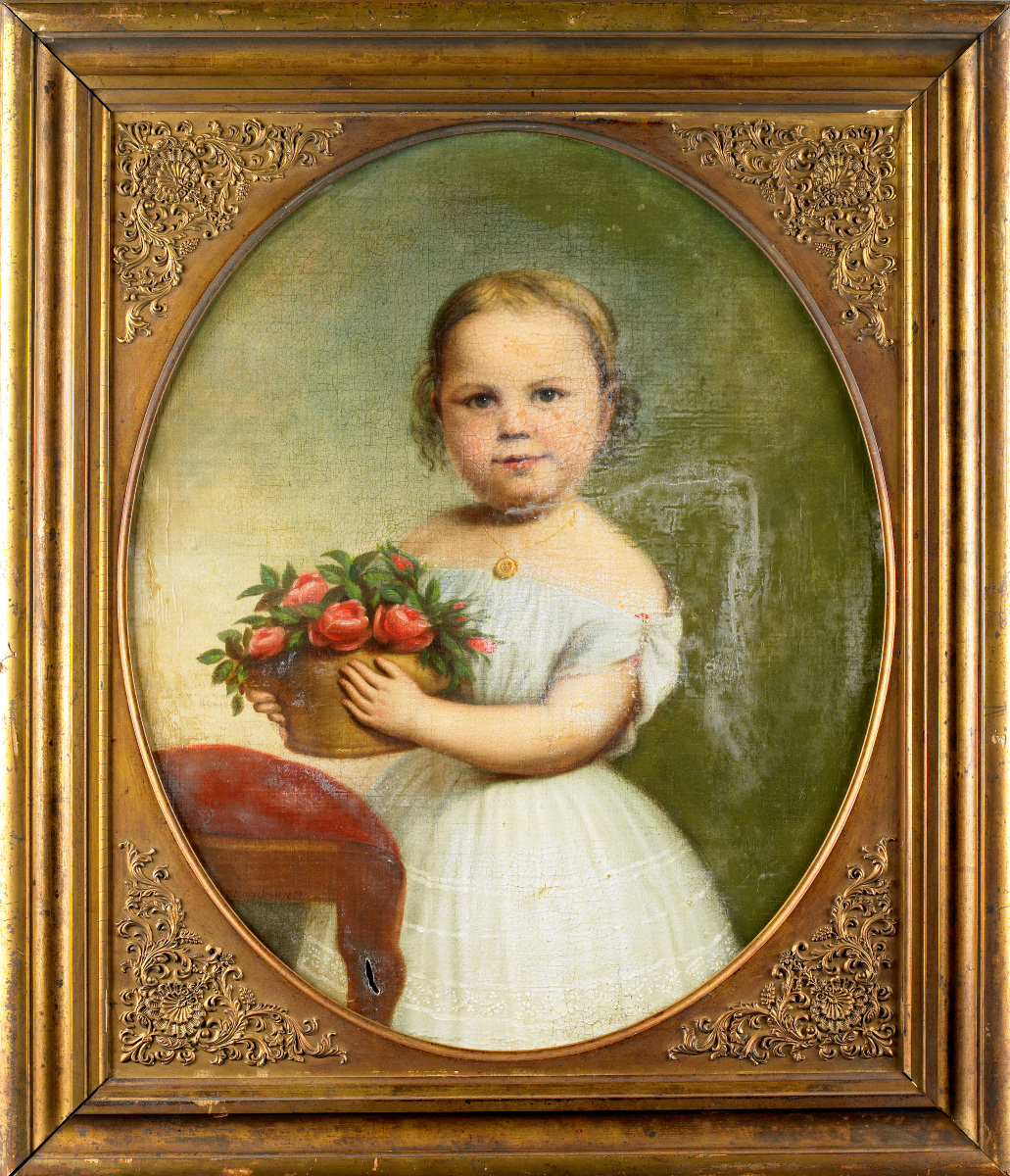
Mary Susan Robins, 1859
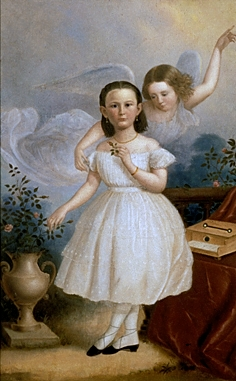
The Hale Child, 1863
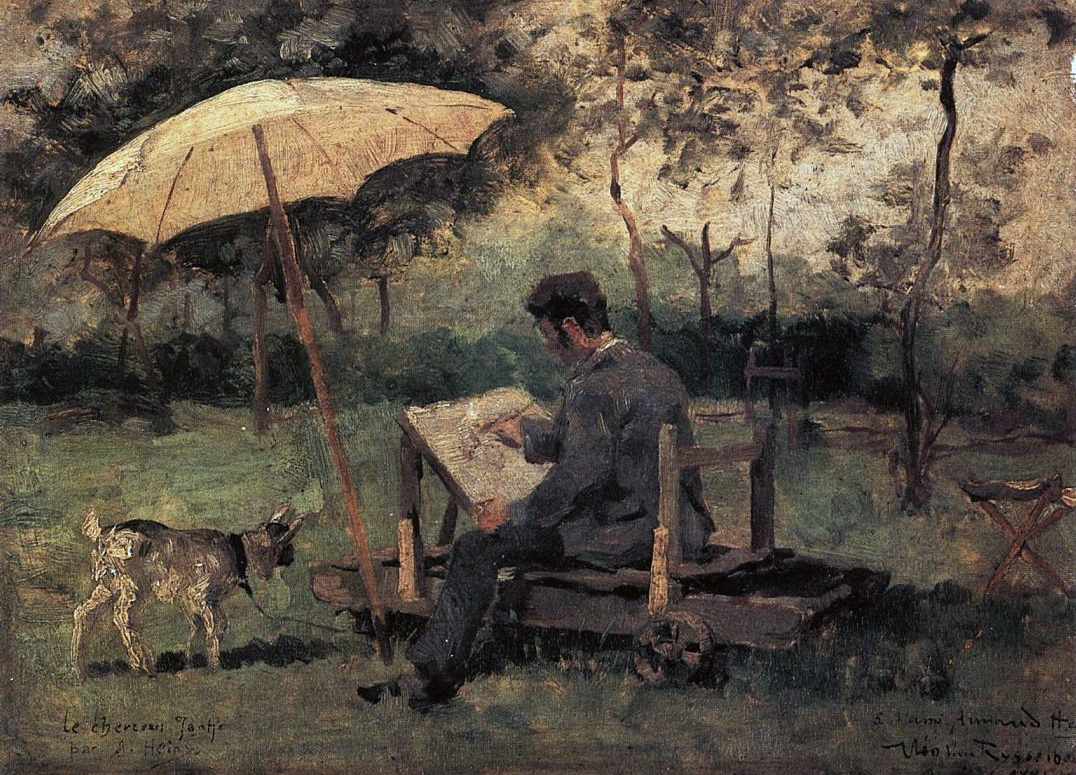
Nicola Marschall, 1881
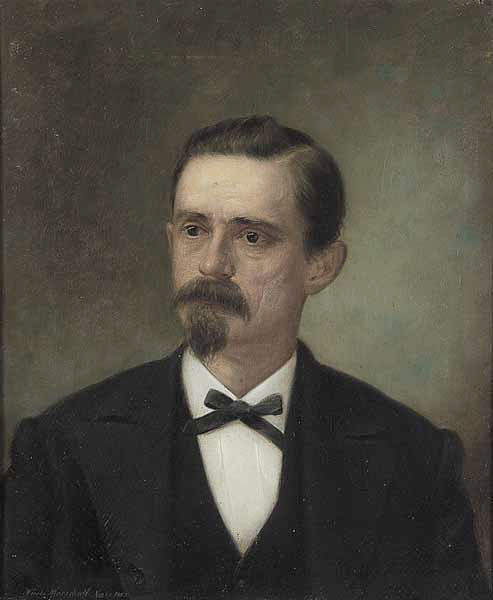
Napoleon Lockett, 1883